# Wat Mae Chon

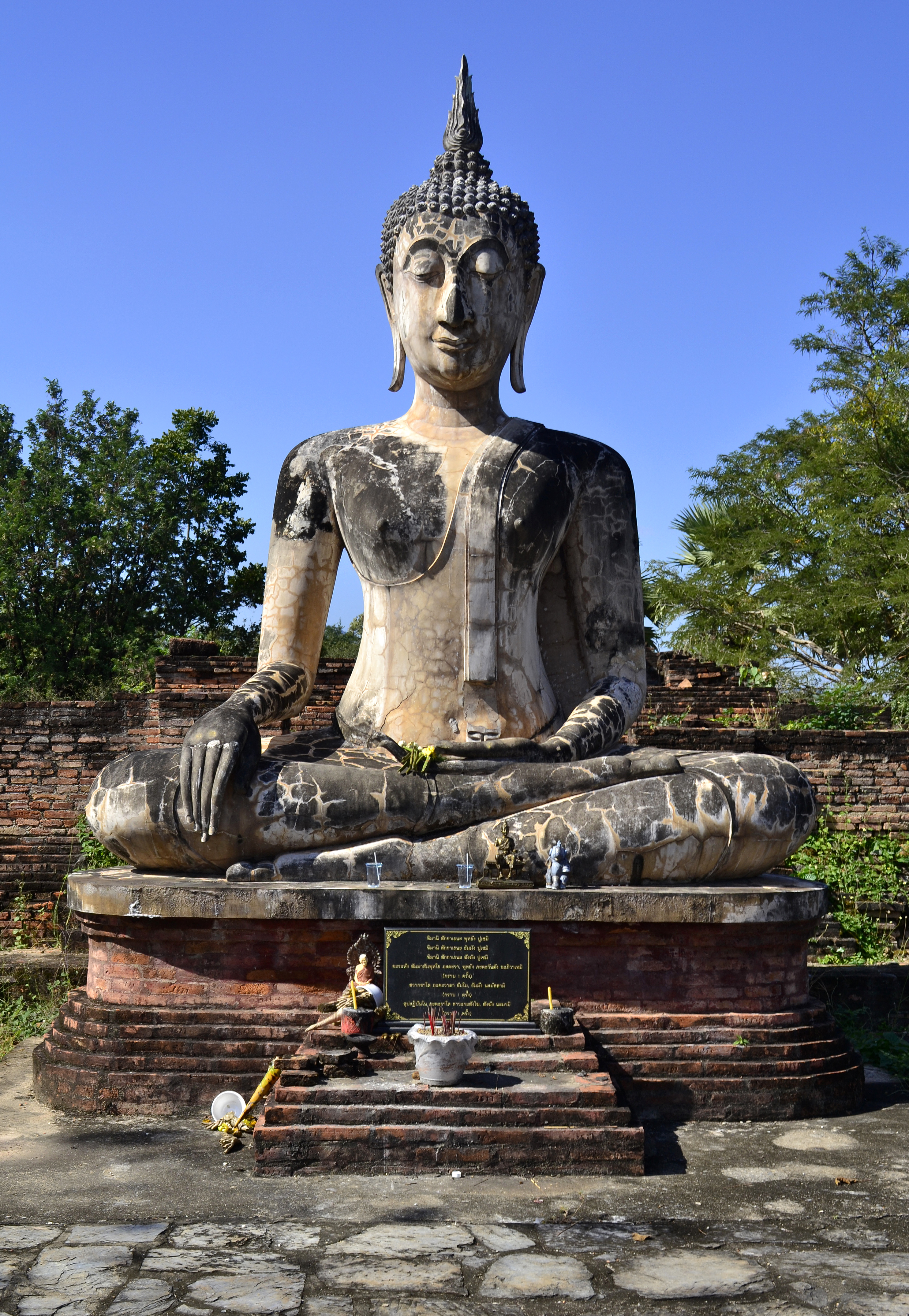
Buddhaskulptur im Wat Mae Chon
(Zustand: Dezember 2013)

Wat Mae Chon (thailändisch วัดแม่โจน) ist der Name der Ruine einer ehemaligen buddhistischen Tempelanlage (Wat) am nördlichen Rande der historischen Altstadt von Sukhothai im UNESCO-Weltkulturerbe Geschichtspark Sukhothai in Thailand.

## Lage
Der Wat befindet sich knapp 100 Meter nordnordwestlich des nördlichen Stadttores Alt-Sukhothais und knapp 50 Meter östlich der südöstlichen Ecke des den Wat Phra Phai Luang umgebenden Wassergrabens. In der modernen Verkehrtopographie liegt er unmittelbar westlich der nach Norden in Richtung Si Satchanalai führenden Straße 1113, die in Teilen ihres Verlaufs der Trassenführung dem antiken, die beiden Königsstädte miteinander und weiter südlich mit Kamphaeng Phet verbindenden „Thanon Phra Ruang“ (thailändisch ถนนพระร่วง, englisch Phra Ruang Road) entspricht.

## Beschreibung

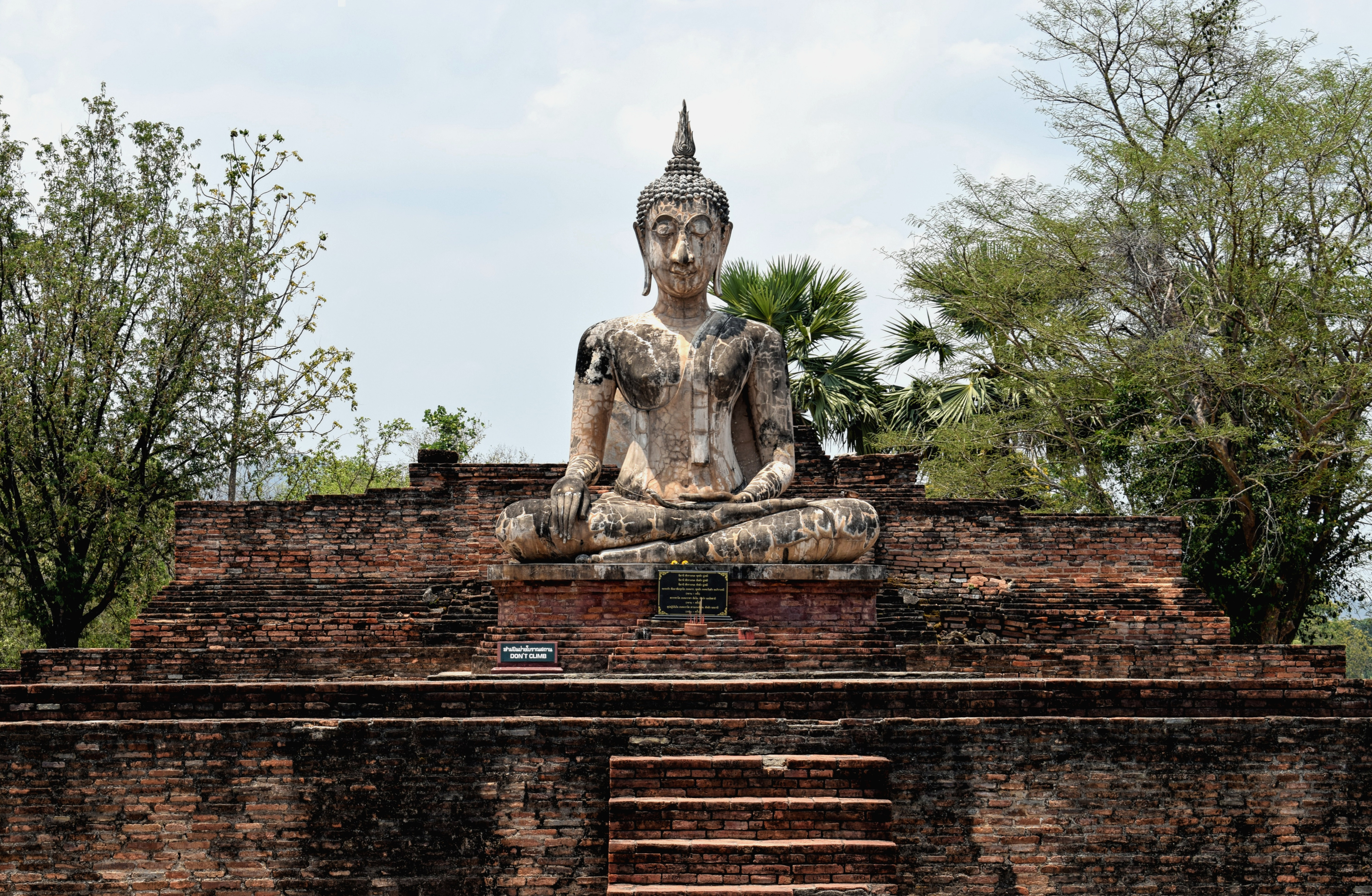
Wat Mae Chon (Zustand: April 2017)

Erhalten geblieben ist das rechteckige, ziegelsteinerne Fundament einer Versammlungshalle (Wihan) mit Abmessungen von 7,50 m × 11,45 m. Betreten werden kann das Fundament über eine Treppe im Osten. Am westlichen Ende befindet sich ein Podest, das die vollständig restaurierte, nach Osten blickende Statue eines sitzenden Buddhas mit dem Gestus der Unterwerfung des Dämonen Mara trägt. Unmittelbar westlich des Wihan befindet sich die Basis eines Haupt-Chedis, der von drei untergeordneten Chedis umgeben ist. Im Nordwesten ist das Ensemble von einer mit Schieferplatten markierten Vertiefung von durchschnittlich einem Meter Breite begrenzt und in seiner Gesamtheit von einer niedrigen Ziegelsteinmauer mit einem Eingang auf der Ostseite umgeben.